# Nexus (Grenzkontrollverfahren)

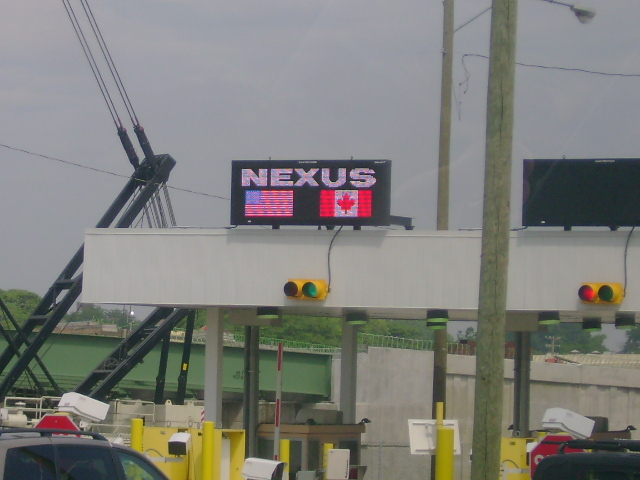
Nexus-Gasse an einem Grenzkontrollpunkt

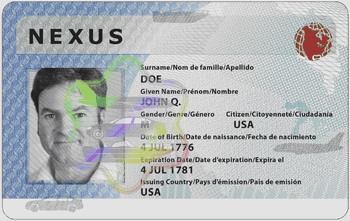
Nexus-Ausweis

Nexus ist ein kanadisch-US-amerikanisches Grenzkontrollverfahren, das überprüften und registrierten Reisenden aus den beiden Ländern den Grenzübertritt erleichtert.
Teilnehmer des Nexus-Programms können kanadische, US-amerikanische und mexikanische Staatsangehörige sowie Personen mit dauerhafter Aufenthaltserlaubnis in den USA oder Kanada werden, die schon Grenzübertritte im normalen Verfahren absolviert haben und von Sicherheitsbehörden der beiden Länder überprüft wurden. Hierfür kann ein Ausweis beantragt werden. Bei Einreisen in die USA oder Kanada ersetzt der Nexus-Ausweis den Reisepass. Der Ausweis ist elektronisch lesbar.
Reisende im Besitz eines Nexus-Ausweises können in bestimmten Flughäfen beschleunigte Sicherheitskontrollen durchlaufen und die Personenkontrolle an Grenzkontroll-Automaten selbst durchführen, bei Grenzübergängen mit KFZ getrennte Spuren benutzen und sich beim Grenzübertritt per Schiff telefonisch anmelden.

## Grenzübergänge mit NEXUS-Funktionalität
- Alberta/Montana:
  - Coutts/Sweet Grass
- British Columbia/Washington:
  - Abbotsford-Huntingdon / Sumas
  - Boundary Bay/Point Roberts
  - Douglas/Peace Arch (Surrey/Blaine)
  - Pacific Highway/Blaine
- Manitoba/North Dakota:
  - Emerson/Pembina
- New Brunswick/Maine:
  - St. Stephen/Calais
  - Woodstock/Houlton
- Ontario/Michigan/Minnesota/New York:
  - Ambassador Bridge (Windsor, ON/Detroit)
  - Blue Water Bridge (Sarnia, ON/Port Huron, MI)
  - Detroit-Windsor Tunnel (Windsor, ON/Detroit)
  - Fort Frances, ON/International Falls, MN
  - Peace Bridge (Fort Erie, ON/Buffalo)
  - Lewiston–Queenston Bridge
  - Rainbow Bridge (Niagara Falls, ON/Niagara Falls, NY)[2]
  - Sault Ste. Marie International Bridge (Sault Ste. Marie, ON/Sault Ste. Marie, MI)
  - Thousand Islands Bridge (Hill Island, Ont/Wellesley Island NY)
  - Whirlpool Rapids Bridge (Niagara Falls, ON/Niagara Falls, NY)
- Quebec/New York/Vermont:
  - Derby Line-Rock Island (Vermont)/Stanstead (Québec)
  - St. Armand-Philipsburg/Highgate Springs, VT
  - Saint-Bernard-de-Lacolle, Quebec/Champlain, NY